# Первый свет (астрономические инструменты)
В астрономии, первый свет (англ. first light) — первое использование телескопа (или, в общем, нового инструмента) для создания астрономического изображения после того, как он был построен. Часто это не первые наблюдения с помощью телескопа; оптические тесты, вероятно, были выполнены в дневное время для корректировки компонентов. Изображение первого света, как правило, не представляет научного интереса и имеет плохое качество, так как различные элементы телескопа ещё должны быть скорректированы для оптимальной эффективности. Несмотря на это, первый свет — это всегда очень волнующий момент, как для людей, которые проектируют и строят телескоп, так и для астрономического сообщества, которое ожидает этот момент в течение многих лет, пока строился телескоп. В качестве объекта наблюдения обычно выбирается известный и захватывающий астрономический объект.
Например, 200-дюймовый (5,08 м) телескоп Хейла увидел первый свет 26 января 1949 года, наблюдая туманность NGC 2261 под руководством американского астронома Эдвина Пауэлла Хаббла. Снимок был опубликован во многих журналах и доступен Архивная копия от 26 декабря 2017 на Wayback Machine на сайте архивов Калифорнийского технологического института.
Телескоп Исаака Ньютона увидел первый свет дважды: впервые в Англии в 1965 году с оригинальным зеркалом, а затем в 1984 году на острове Ла Пальма. Второй первый свет был сделан видеокамерой, которая запечатлела мерцание пульсара в Крабовидной туманности.
Большой бинокулярный телескоп увидел первый свет с помощью одного основного зеркала 12 октября 2005 года, это была галактика NGC 891. Второе главное зеркало было установлено в январе 2006 года и стало полностью работоспособным в январе 2008 года.
Большой Канарский телескоп диаметром 10,4 м — Tycho 1205081 14 июля 2007 года.
Солнечная космическая обсерватория IRIS получила первый свет 17 июля 2013 года. Исследователи отметили, что «качество изображения и спектры, которые мы получаем от IRIS, удивительно. Это именно то, на что мы надеялись…».

## Галерея изображений

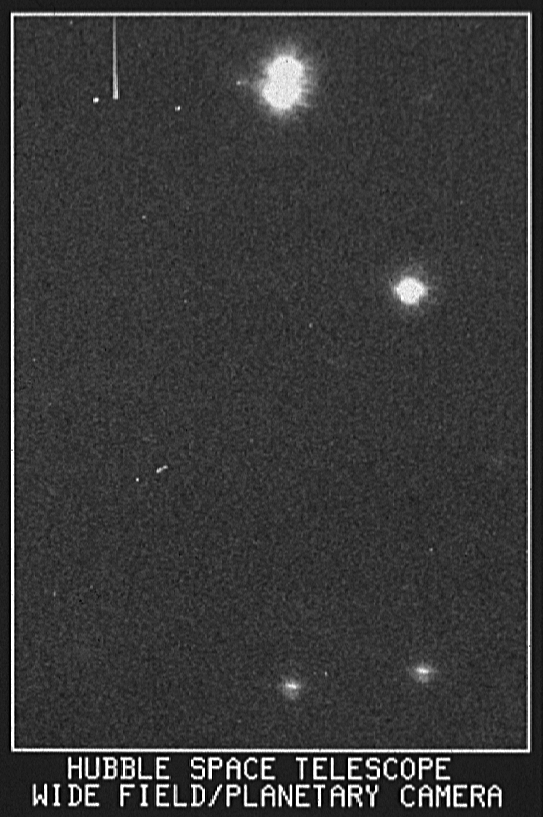
Первый свет телескопа «Хаббл», сделанный дефектным инструментом WFPC — скопление NGC 3532
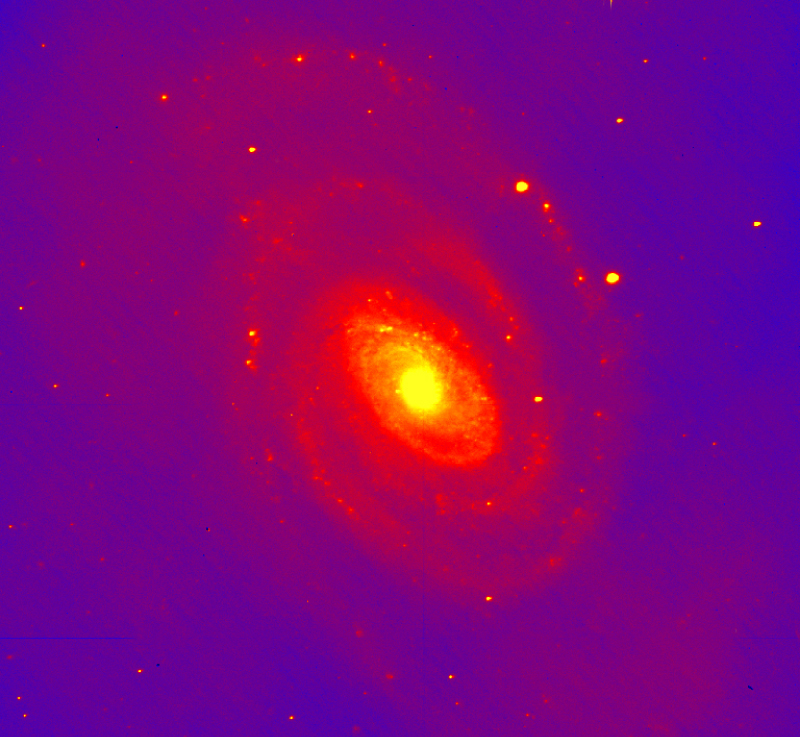
Первый свет многообъектного спектрографа видимого света VIMOS телескопа VLT — галактика NGC 5364
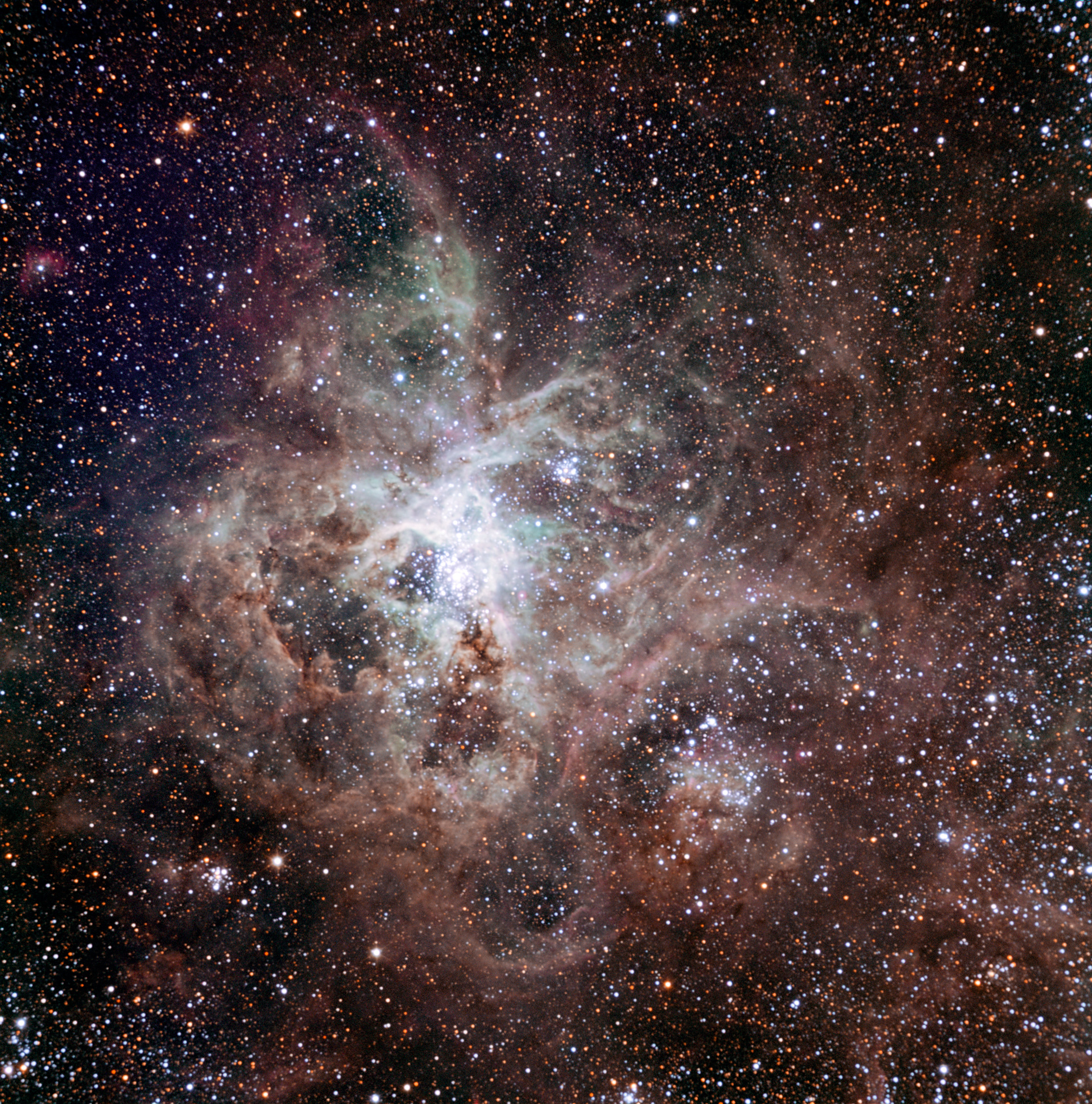
Первый свет телескопа TRAPPIST — туманность Тарантул
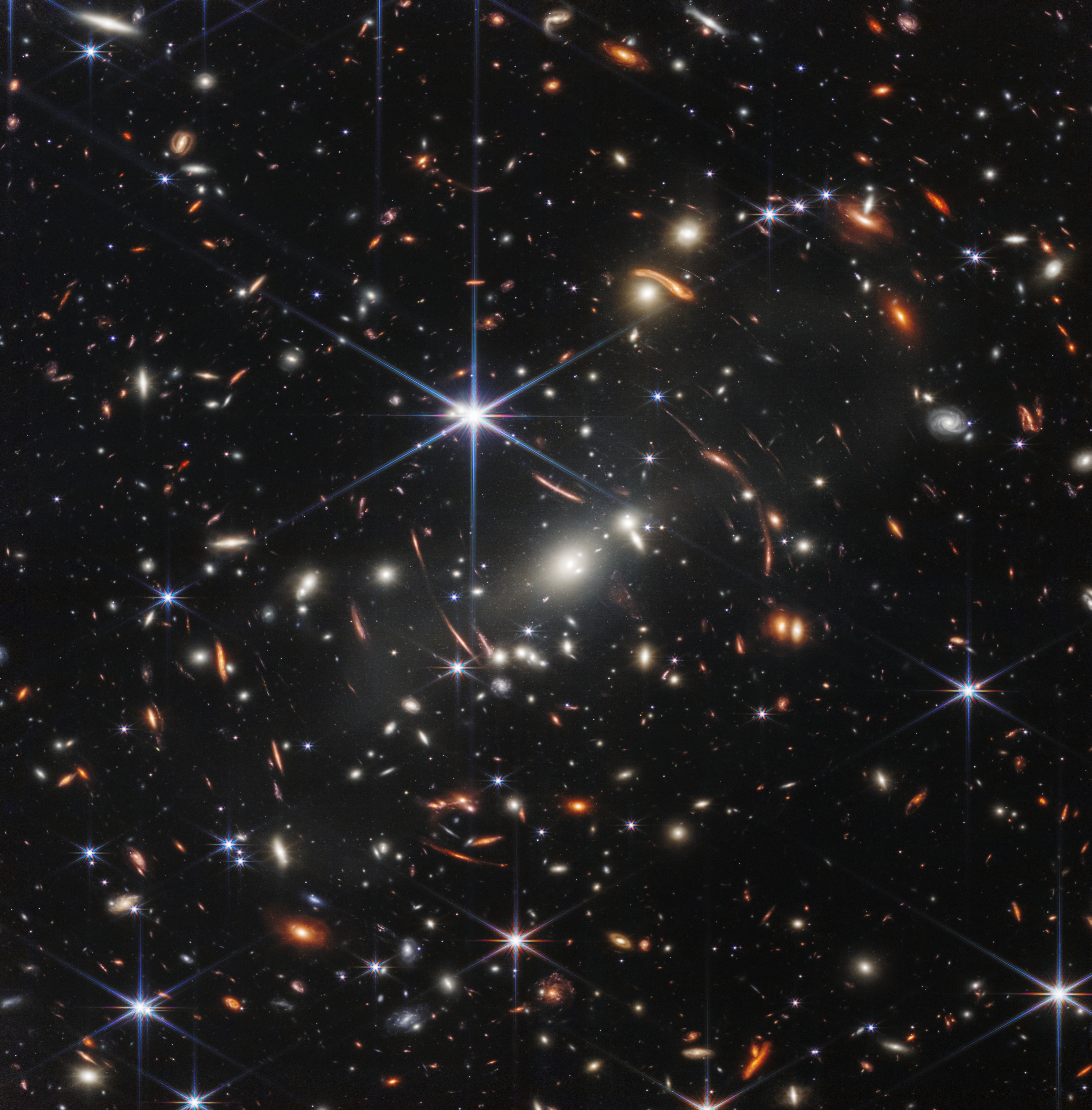
Первый свет телескопа «Джеймс Уэбб» — Webb’s First Deep Field (скопление SMACS J0723.3-7327)
Первый свет обсерватории имени Веры Рубин  — туманности Тройная и Лагуна.